# Пионеры Башкортостана
РДОО «Пионеры Башкортостана» — региональная детская общественная организация. Членами являются более 200 000 человек. Основана 12 сентября 1990 года как «Пионеры Башкирии». С 1994 года носит название «Пионеры Башкортостана».
Член Международной организации «Союз пионерских организаций — федерация детских организаций», Общероссийской общественной организации «Гражданское общество — детям», Республиканской общественной организации «Ассамблея некоммерческих объединений Республики Башкортостан» и Республиканского движения молодёжи[значимость факта?].
Является одним из организаторов ежегодного фестиваля «Пионеры третьего тысячелетия».